# Liga BFA 2022
A Liga BFA 2022 foi a quarta edição da Liga Brasil Futebol Americano correspondente à primeira divisão nacional. Após dois anos de paralisação por conta da Pandemia de Covid-19. Neste ano, o torneio contará com grande mudanças em relação à última edição, realizada em 2019. A principal delas é que agora não haverá mais divisões de acesso ou elite. 
Foi a primeira edição após o fim da parceria na qual, do período de 2017 à 2019, a Liga Brasil Futebol Americano foi a organizadora da competição sob chancela da Confederação Brasileira de Futebol Americano (CBFA).
O Timbó Rex derrotou o Galo FA no Brasil Bowl XI em Timbó e conquistou seu tricampeonato nacional, sendo o primeiro time a conseguir esse feito.

## Fórmula de disputa
Assim como nas edições anteriores, o torneio terá cinco conferências regionalizadas, sendo essas: Sul, Sudeste, Centro-Oeste, Nordeste e Norte. Na Temporada Regular as conferências Sul, , Nordeste e Norte só tiveram confrontos entre times das mesmas conferências, porém neste ano, aconteceu partidas de interconferência de times do Sudeste contra times do Centro-Oeste. Os mandos de campo dos Playoffs foram sempre dos times com melhores campanhas, à exceção das semifinais nacionais e do Brasil Bowl, cujos mandos são rotativos entre as conferências, sendo a ordem de preferência de mando: Nordeste > Sul > Centro-Oeste ou Norte > Sudeste.
Os vencedores das Semifinais Nacionais fizeram a grande final, o Brasil Bowl XI.
Conferência Nordeste
A Conferência Nordeste contará com a participação de 16 equipes. Elas serão divididas em três grupos, de acordo com a força de tabela. O Grupo A terá os quatro times que foram aos playoffs em 2019. O Grupos B os outros quatro times que não foram aos playoffs naquele ano, mais dois times da antiga divisão de acesso. Já o Grupo C terá as equipes novatas e as antigas equipes que já estavam na competição.
Serão quatro jogos de temporada regular. Cada equipe jogará duas vezes em casa e duas fora. Os dois melhores colocados do Grupo A avançam direto para as semifinais. No Wild Card, os primeiros colocados dos Grupos B e C se enfrentam, definindo um semifinalista. A outra vaga virá do duelo entre o terceiro colocado do Grupo A contra o segundo colocado do Grupo B.
O campeão da Conferência Nordeste enfrentará nos playoffs nacionais o campeão da Conferência Sudeste, no Sudeste.
Conferência Sudeste
A Conferência Sudeste contaria com a participação de seis equipes, cinco após a desistência do América Big Riders. Elas ficarão em um grupo único. Serão quatro jogos de temporada regular. Neste ano, acontecerão partidas de interconferência contra times do Centro-Oeste. Será uma nova experiência proposta pela Liga, com de promover confrontos inéditos. A ideia é repetir isso nas próximas edições mas envolvendo outras regiões.
Estes duelos não irão interferir nas conferências. Se, por exemplo, uma equipe do Rio de Janeiro (Sudeste) vencer uma do Mato-Grosso (Centro-Oeste). O triunfo será considerado apenas na sua conferência de origem, neste caso, o Sudeste, enquanto a derrota será creditada à equipe do Centro-Oeste na sua conferência.
As quatro equipes de melhor campanha avançam para as semifinais, não interferindo na outra conferência. O primeiro enfrenta o quarto colocado, enquanto o segundo enfrenta o terceiro. A prioridade do mando de campo são do líder e vice-líder.
O campeão da Conferência Sudeste enfrentará nos playoffs nacionais o campeão da Conferência Nordeste, no Sudeste.
Conferência Centro-Oeste
A Conferência Centro-oeste contará com a participação de três equipes. Elas ficarão em um grupo único. Serão quatro jogos de temporada regular. Como citado acima, haverá partidas de interconferência contra times do Sudeste. As duas equipes com melhor campanha avançam direto para a grande decisão regional. O líder tem a prioridade do mando de campo.
O campeão da Conferência Centro-Oeste fará uma partida de wild card contra o campeão da Conferência Norte, no Centro-Oeste. O vencedor deste duelo receberá em casa o campeão da Conferência Sul nas semifinais nacionais.
Conferência Norte
A Conferência Norte contará com a participação de quatro equipes. Elas ficarão em um grupo único. Serão três jogos de temporada regular. As duas equipes com melhor campanha avançam direto para a grande decisão regional. O líder tem a prioridade do mando de campo (se o time manauara avançar entre os melhores, independente da classificação, terá o mando de campo por ter jogado fora a fase regular).
O campeão da Conferência Norte fará uma partida de wild card contra o campeão da Conferência Centro-Oeste, no Centro-Oeste. O vencedor deste duelo receberá em casa o campeão da Conferência Sul nas semifinais nacionais.
Conferência Sul
A Conferência Sul contará com a participação de 11 equipes. Elas ficarão em um grupo único. Serão quatro jogos de temporada regular. Cada equipe jogará duas vezes em casa e duas fora. Os dois melhores colocados avançam direto para as semifinais. Os quatro seguintes farão um wild card, onde o terceiro enfrenta sexto, enquanto o quarto enfrenta o quinto. A prioridade do mando de campo são dos times com melhor campanha nos playoffs.
O campeão da Conferência Sul enfrentará nos playoffs nacionais o vencedor da partida de wild card, que será realizada entre os campeões das conferências Centro-Oeste e Norte. Independente de quem passe, o campeão do Sul viajará para jogar em alguma destas duas regiões para o duelo da semifinal nacional.

## Equipes participantes
Este torneio contou com a participação de 39 equipes em suas cinco conferências. Seis a mais que em 2019. O torenio teria 40 equipes originalmente, porém antes de estrear o América Big Riders desistiu por conta de problemas internos 
| Conferência Sul | Conferência Sul | Conferência Sudeste | Conferência Centro-Oeste                                   |
| --- | --- | --- | ---------------------------------------------------------- |
| - Bulldogs FA - Canoas Bulls - Istepôs FA - Itajaí Almirantes - Jaraguá Breakers - JEC Gladiators - Moon Howlers FA - Porto Alegre Pumpkins - Santa Maria Soldiers - Timbó Rex - União da Serra | - Bulldogs FA - Canoas Bulls - Istepôs FA - Itajaí Almirantes - Jaraguá Breakers - JEC Gladiators - Moon Howlers FA - Porto Alegre Pumpkins - Santa Maria Soldiers - Timbó Rex - União da Serra | - América Locomotiva - Galo FA - Macaé Oilers - Palmeiras Locomotives - Vasco Almirantes                               | - Cuiabá Arsenal - Sorriso Hornets - Tubarões do Cerrado   |
| Conferência Nordeste | Conferência Nordeste | Conferência Nordeste                                                                                                   | Conferência Norte                                          |
| Grupo A - América Bulls - Ceará Caçadores - João Pessoa Espectros - Recife Mariners | Grupo B - Cavalaria 2 de Julho - Fortaleza Tritões - Parnamirim Scorpions - Recife Apaches - Santa Cruz Pirates - UFERSA Petroleiros                                                            | Grupo C - Carrancas FA - Jangadeiros FA - Maceió Marechais - Santana Red Bulls - Sergipe Redentores - São Bento Snakes | - Lobo Vingador - Manaus FA - Remo Lions - São Luís Sharks |

## Classificação da Temporada Regular
Classificados para os Playoffs estão marcados em verde.

### Conferência Sul
O símbolo # indicada a classificação dentro da conferência.
| Pos | Times                    | V | E | D | PCT  | PF  | PS  | SP   | SEQ |
| --- | ------------------------ | - | - | - | ---- | --- | --- | ---- | --- |
| 1   | Timbó Rex #1             | 4 | 0 | 0 | 100% | 192 | 13  | 179  | V4  |
| 2   | Santa Maria Soldiers #2  | 3 | 0 | 1 | 75%  | 109 | 71  | 38   | V1  |
| 3   | Istepôs FA #3            | 3 | 0 | 1 | 75%  | 116 | 47  | 69   | V2  |
| 4   | Canoas Bulls #4          | 3 | 0 | 1 | 75%  | 100 | 43  | 57   | V2  |
| 5   | Itajaí Almirantes #5     | 3 | 0 | 1 | 75%  | 167 | 56  | 111  | V3  |
| 6   | Porto Alegre Pumpkins #6 | 2 | 0 | 2 | 50%  | 94  | 74  | 20   | V1  |
| 7   | União da Serra           | 2 | 0 | 2 | 50%  | 74  | 115 | -41  | V1  |
| 8   | Jaraguá Breakers         | 1 | 0 | 3 | 25%  | 47  | 110 | -63  | D2  |
| 9   | JEC Gladiators           | 1 | 0 | 3 | 25%  | 14  | 101 | -87  | D3  |
| 10  | Bulldogs FA              | 0 | 0 | 4 | 0%   | 19  | 150 | -131 | D4  |
| 11  | Moon Howlers FA          | 0 | 0 | 4 | 0%   | 18  | 170 | -152 | D4  |

### Conferência Sudeste
O símbolo # indicada a classificação dentro da conferência.
| Pos | Times                    | V | E | D | PCT  | PF  | PS  | SP  | SEQ |
| --- | ------------------------ | - | - | - | ---- | --- | --- | --- | --- |
| 1   | Galo FA #1               | 4 | 0 | 0 | 100% | 186 | 34  | 152 | V4  |
| 2   | Vasco Almirantes #2      | 3 | 0 | 1 | 75%  | 119 | 77  | 42  | V1  |
| 3   | Palmeiras Locomotives #3 | 2 | 0 | 2 | 50%  | 63  | 46  | 17  | V2  |
| 4   | América Locomotiva #4    | 1 | 0 | 3 | 25%  | 51  | 137 | -86 | D3  |
| 5   | Macaé Oilers             | 0 | 0 | 4 | 0%   | 54  | 115 | -61 | D4  |

### Conferência Centro-Oeste
O símbolo # indicada a classificação dentro da conferência.
| Pos | Times                  | V | E | D | PCT | PF | PS | SP  | SEQ |
| --- | ---------------------- | - | - | - | --- | -- | -- | --- | --- |
| 1   | Tubarões do Cerrado #1 | 3 | 0 | 1 | 75% | 87 | 97 | -10 | V3  |
| 2   | Sorriso Hornets #2     | 2 | 0 | 2 | 50% | 49 | 97 | -48 | D1  |
| 3   | Cuiabá Arsenal         | 1 | 0 | 3 | 25% | 46 | 52 | -6  | D2  |

### Conferência Nordeste
O símbolo # indicada a classificação dentro da conferência.
Grupo A
| Pos | Times                    | V | E | D | PCT  | PF  | PS  | SP   | SEQ |
| --- | ------------------------ | - | - | - | ---- | --- | --- | ---- | --- |
| 1   | João Pessoa Espectros #1 | 4 | 0 | 0 | 100% | 166 | 19  | 147  | V4  |
| 2   | Recife Mariners #2       | 3 | 0 | 1 | 75%  | 110 | 16  | 94   | D1  |
| 3   | Ceará Caçadores #4       | 2 | 0 | 2 | 50%  | 86  | 88  | -2   | D1  |
| 4   | América Bulls            | 0 | 0 | 4 | 0%   | 12  | 138 | -126 | D4  |

Grupo B
| Pos | Times                 | V | E | D | PCT | PF  | PS | SP  | SEQ |
| --- | --------------------- | - | - | - | --- | --- | -- | --- | --- |
| 1   | UFERSA Petroleiros #3 | 3 | 0 | 1 | 75% | 86  | 62 | 24  | V3  |
| 2   | Fortaleza Tritões #5  | 3 | 0 | 1 | 75% | 101 | 74 | 27  | V2  |
| 3   | Cavalaria 2 de Julho  | 2 | 0 | 2 | 50% | 90  | 58 | 32  | V2  |
| 4   | Parnamirim Scorpions  | 2 | 0 | 2 | 50% | 58  | 41 | 17  | D1  |
| 5   | Recife Apaches        | 2 | 0 | 2 | 50% | 47  | 48 | -1  | D1  |
| 6   | Santa Cruz Pirates    | 1 | 0 | 3 | 25% | 47  | 87 | -40 | D2  |

Grupo C
| Pos | Times              | V | E | D | PCT  | PF  | PS  | SP  | SEQ |
| --- | ------------------ | - | - | - | ---- | --- | --- | --- | --- |
| 1   | Carrancas FA #6    | 4 | 0 | 0 | 100% | 149 | 43  | 106 | V4  |
| 2   | Sergipe Redentores | 3 | 0 | 1 | 75%  | 75  | 89  | -14 | V1  |
| 3   | Jangadeiros FA     | 2 | 0 | 2 | 50%  | 28  | 78  | -50 | V2  |
| 4   | Santana Red Bulls  | 1 | 0 | 3 | 25%  | 56  | 106 | -50 | D1  |
| 5   | Maceió Marechais   | 0 | 0 | 4 | 0%   | 35  | 110 | -75 | D4  |
| 6   | São Bento Snakes   | 0 | 0 | 4 | 0%   | 40  | 129 | -89 | D4  |

### Conferência Norte
| Pos | Times            | V | E | D | PCT   | PF  | PS  | SP  | SEQ |
| --- | ---------------- | - | - | - | ----- | --- | --- | --- | --- |
| 1   | Manaus FA #1     | 2 | 0 | 0 | 100%  | 108 | 28  | 80  | V2  |
| 2   | Lobo Vingador #2 | 2 | 0 | 0 | 100%  | 50  | 30  | 20  | V2  |
| 3   | São Luís Sharks  | 1 | 0 | 2 | 33,3% | 52  | 91  | -39 | D1  |
| 4   | Remo Lions       | 0 | 0 | 3 | 0%    | 47  | 108 | -61 | D3  |

## Playoffs de Conferência
Campeões de Conferência.

### Conferência Sul
Em itálico, os times que possuem o mando de campo e em negrito os times classificados.
|  | Wildcard | Wildcard              | Wildcard |  |  | Semifinais | Semifinais           | Semifinais |  |  | Final | Final                | Final |
|  |          |                       |          |  |  |            |                      |            |  |  |       |                      |       |
|  |          |                       |          |  |  | 1          | Timbó Rex            | 41         |  |  |       |                      |       |
|  | 4        | Canoas Bulls          | 12       |  |  | 5          | Itajaí Almirantes    | 0          |  |  |       |                      |       |
|  | 5        | Itajaí Almirantes     | 42       |  |  |            |                      |            |  |  | 1     | Timbó Rex            | 48    |
|  |          |                       |          |  |  |            |                      |            |  |  | 2     | Santa Maria Soldiers | 0     |
|  |          |                       |          |  |  | 2          | Santa Maria Soldiers | 21         |  |  |       |                      |       |
|  | 3        | Istepôs FA            | 17       |  |  | 3          | Istepôs FA           | 14         |  |  |       |                      |       |
|  | 6        | Porto Alegre Pumpkins | 14       |  |  |            |                      |            |  |  |       |                      |       |

| 08 de Outubro 14:30 UTC -3 |  | Timbó Rex | 48–00 | Santa Maria Soldiers |  | Complexo Esportivo Municipal de Timbó, Timbó |  |

### Conferência Sudeste
Em itálico, os times que possuem o mando de campo e em negrito os times classificados.
|  | Semifinal | Semifinal             | Semifinal |                  |   | Final   | Final | Final |  |
|  |           |                       |           |                  |   |         |       |       |  |
|  | 1         | Galo FA               | 60        |                  |   |         |       |       |  |
|  | 1         | Galo FA               | 60        |                  |   |         |       |       |  |
|  | 4         | América Locomotiva    | 0         |                  |   |         |       |       |  |
|  | 4         | América Locomotiva    | 0         |                  | 1 | Galo FA | 35    |       |  |
|  |           |                       |           |                  | 1 | Galo FA | 35    |       |  |
|  |           |                       | 2         | Vasco Almirantes | 6 |         |       |       |  |
|  | 2         | Vasco Almirantes      | 2         | Vasco Almirantes | 6 | 21      |       |       |  |
|  | 2         | Vasco Almirantes      |           |                  |   |         |       |       |  |
|  | 3         | Palmeiras Locomotives | 0         |                  |   |         |       |       |  |

| 15 de Outubro 18:00 UTC -3 |  | Galo FA | 35–06 | Vasco Almirantes |  | CTE / UFMG, Belo Horizonte |  |

### Conferência Centro-Oeste
|  | Final |                     |    |
|  |       |                     |    |
|  | 1     | Tubarões do Cerrado | 2  |
|  | 2     | Sorriso Hornets     | 21 |

| 24 de Setembro 15:00 UTC -3 |  | Tubarões do Cerrado | 02–21 | Sorriso Hornets |  | Estadio Rorizão, Brasília |  |

### Conferência Nordeste
Em itálico, os times que possuem o mando de campo e em negrito os times classificados.
|  | Wildcard | Wildcard           | Wildcard |  |  | Semifinais | Semifinais            | Semifinais |  |  | Final | Final                 | Final |
|  |          |                    |          |  |  |            |                       |            |  |  |       |                       |       |
|  |          |                    |          |  |  | 1          | João Pessoa Espectros | 55         |  |  |       |                       |       |
|  | 4        | Ceará Caçadores    | 23       |  |  | 4          | Ceará Caçadores       | 6          |  |  |       |                       |       |
|  | 5        | Fortaleza Tritões  | 13       |  |  |            |                       |            |  |  | 1     | João Pessoa Espectros | 49    |
|  |          |                    |          |  |  |            |                       |            |  |  | 2     | Recife Mariners       | 14    |
|  |          |                    |          |  |  | 2          | Recife Mariners       | 20         |  |  |       |                       |       |
|  | 3        | UFERSA Petroleiros | 27       |  |  | 6          | Carrancas FA          | 16         |  |  |       |                       |       |
|  | 6        | Carrancas FA       | 38       |  |  |            |                       |            |  |  |       |                       |       |

| 09 de Outubro 14:00 UTC -3 |  | João Pessoa Espectros | 49–14 | Recife Mariners |  | Vila Olímpica Parahyba, João Pessoa |  |

### Conferência Norte
Em itálico, os times que possuem o mando de campo e em negrito os times classificados.
|  | Final |               |    |
|  |       |               |    |
|  | 1     | Manaus FA     | 25 |
|  | 2     | Lobo Vingador | 26 |

| 11 de Setembro 11:00 UTC -4 |                                        | Manaus FA | 25–26 | Lobo Vingador |  | Vila Olímpica, Manaus |  |
| 11 de Setembro 11:00 UTC -4 | Placar por quarto: 0-6, 7-6, 12-8, 6-6 |           |       |               |  | Vila Olímpica, Manaus |  |

## Playoffs Nacionais
Em itálico, os times que possuem o mando de campo e em negrito os times classificados.
|  | Wildcard | Wildcard        | Wildcard |  |  | Semifinais | Semifinais            | Semifinais |  |  | Brasil Bowl XI | Brasil Bowl XI | Brasil Bowl XI |
|  |          |                 |          |  |  |            |                       |            |  |  |                |                |                |
|  |          |                 |          |  |  | S          | Timbó Rex             | 28         |  |  |                |                |                |
|  | CO       | Sorriso Hornets | 37       |  |  | CO         | Sorriso Hornets       | 6          |  |  |                |                |                |
|  | N        | Lobo Vingador   | 8        |  |  |            |                       |            |  |  | S              | Timbó Rex      | 30             |
|  |          |                 |          |  |  |            |                       |            |  |  | SE             | Galo FA        | 20             |
|  |          |                 |          |  |  | NE         | João Pessoa Espectros | 11         |  |  |                |                |                |
|  |          |                 |          |  |  | SE         | Galo FA               | 18         |  |  |                |                |                |

## Brasil Bowl XI
| 19 de Novembro 15:00 UTC -3 |  | Timbó Rex | 30–20 | Galo FA |  | Complexo Esportivo Municipal de Timbó, Timbó |  |

MVP do Brasil Bowl
#9 Romário Reis, QB do Timbó Rex
 8/12 passes completos, 166 jardas, 3 Passes para TD

## Premiações
| Brasil Bowl XI                |
| Santa Catarina                |
| ----------------------------- |
| Timbó Rex Campeão (3º título) |

| Conferência Sul               |
| Santa Catarina                |
| ----------------------------- |
| Timbó Rex Campeão (6º título) |

| Conferência Sudeste         |
| Minas Gerais                |
| --------------------------- |
| Galo FA Campeão (4º título) |

| Conferência Centro-Oeste            |
| Mato Grosso                         |
| ----------------------------------- |
| Sorriso Hornets Campeão (1º título) |

| Conferência Nordeste (Nordeste Bowl XI)    |
| Paraíba                                    |
| ------------------------------------------ |
| João Pessoa Espectros Campeão (11º título) |

| Conferência Norte                 |
| Pará                              |
| --------------------------------- |
| Lobo Vingador Campeão (2º título) |